# Karl Vogt (Politiker, 1883)
Karl Vogt (* 30. Januar 1883 in Gochsen; † 21. Januar 1952 in Neckarsulm) war ein deutscher Bauer und Politiker (CDU). Von 1946 bis 1952 war er Mitglied der Verfassunggebenden Landesversammlung Württemberg-Baden sowie des ersten und des zweiten Landtags von Württemberg-Baden.
Karl Vogt war ein Sohn des Bauernbund-Politikers Wilhelm Vogt und wie dieser Bauer in seinem Heimatort Gochsen. Er war 1946/1947 Kreislandwirt des Landkreises Heilbronn, außerdem Gründer und bis zu seinem Tod Vorsitzender des Kreisverbandes Heilbronn im Bauernverband Württemberg-Baden.
Bei der Wahl zur Verfassunggebenden Landesversammlung Württemberg-Baden am 30. Juni 1946, bei der Landtagswahl in Württemberg-Baden am 24. November 1946 und bei der Landtagswahl in Württemberg-Baden am 19. November 1950 wurde Vogt jeweils im Landtagswahlkreis Heilbronn für die CDU in den Landtag gewählt. Nach Vogts Tod am 21. Januar 1952 rückte Josef Lang für ihn nach.